# Луїза Аббема
Луїза Аббема (фр. Louise Abbéma; 30 жовтня 1853, Етамп, Франція — 10 липня 1927, Париж, Франція) — французька художниця, скульпторка і дизайнерка Прекрасної епохи, відкрита лесбійка.

## Життєпис
Почала займатися живописом підліткою. Навчалася у відомих майстрів свого часу: Шарля Шаплена, Жана-Жака Еннера, Каролюс-Дюрана. Портрет подруги, і, як багато хто вважав, коханки, Сари Бернар приніс популярність молодій художниці.
Написала безліч портретів знаменитостей. Працювала над оформленням Паризької ратуші, Паризького Оперного театру, інших театрів, в тому числі «Театру Сари Бернар», губернаторського палацу в Дакарі. Постійна учасниця Паризького салону (премія Салону 1881 року). Одна з художниць, чиї роботи були виставлені в 1893 році на Всесвітній виставці в Чикаго. Здобула бронзову медаль на Всесвітній виставці в Парижі (1900).
Вважалася «Офіційним художником Третьої республіки». Її статті регулярно публікувалися в журналах Gazette des Beaux-Arts і L'Art. У 1906 отримала орден Кавалер Ордена Почесного легіону.
Аббема працювала маслом і аквареллю. В її творах помітно вплив японських і китайських художників, а також імпресіоністів, особливо Едуара Мане.

## Галерея

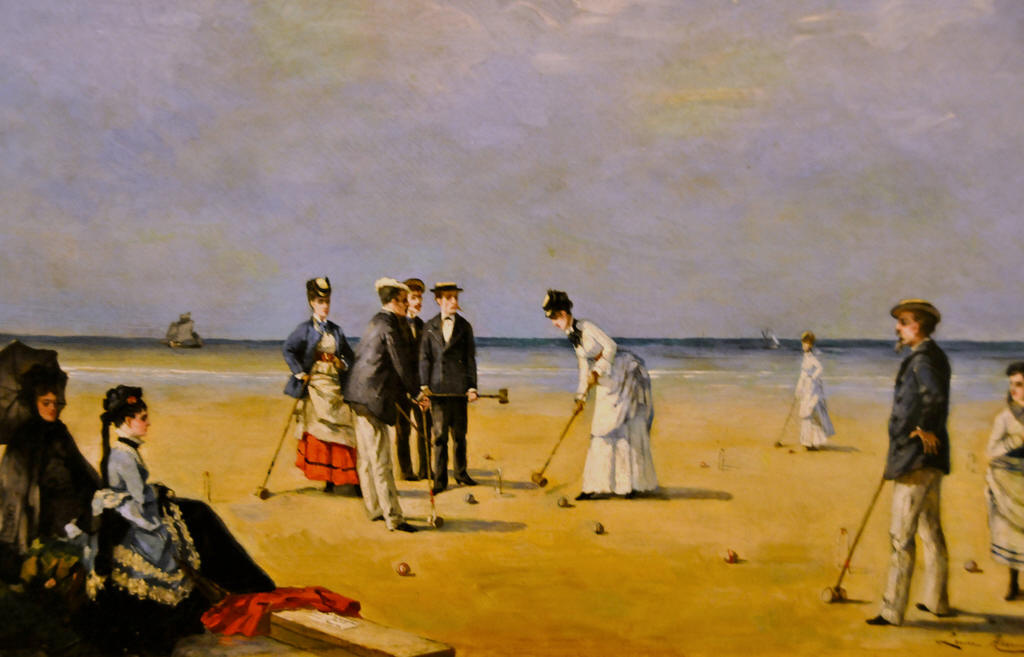
Гра в крокет (1872)
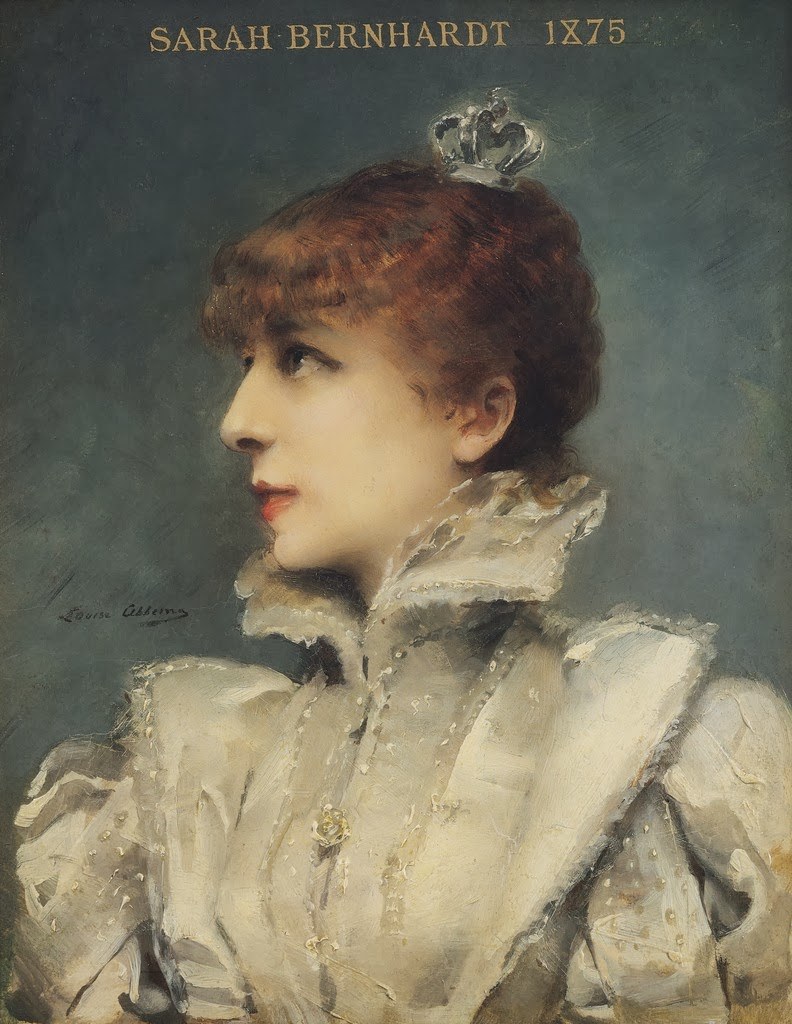
Сара Бернар (1875)
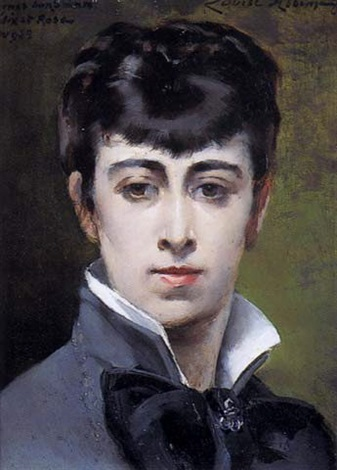
Автопортрет, 18 років (1876)
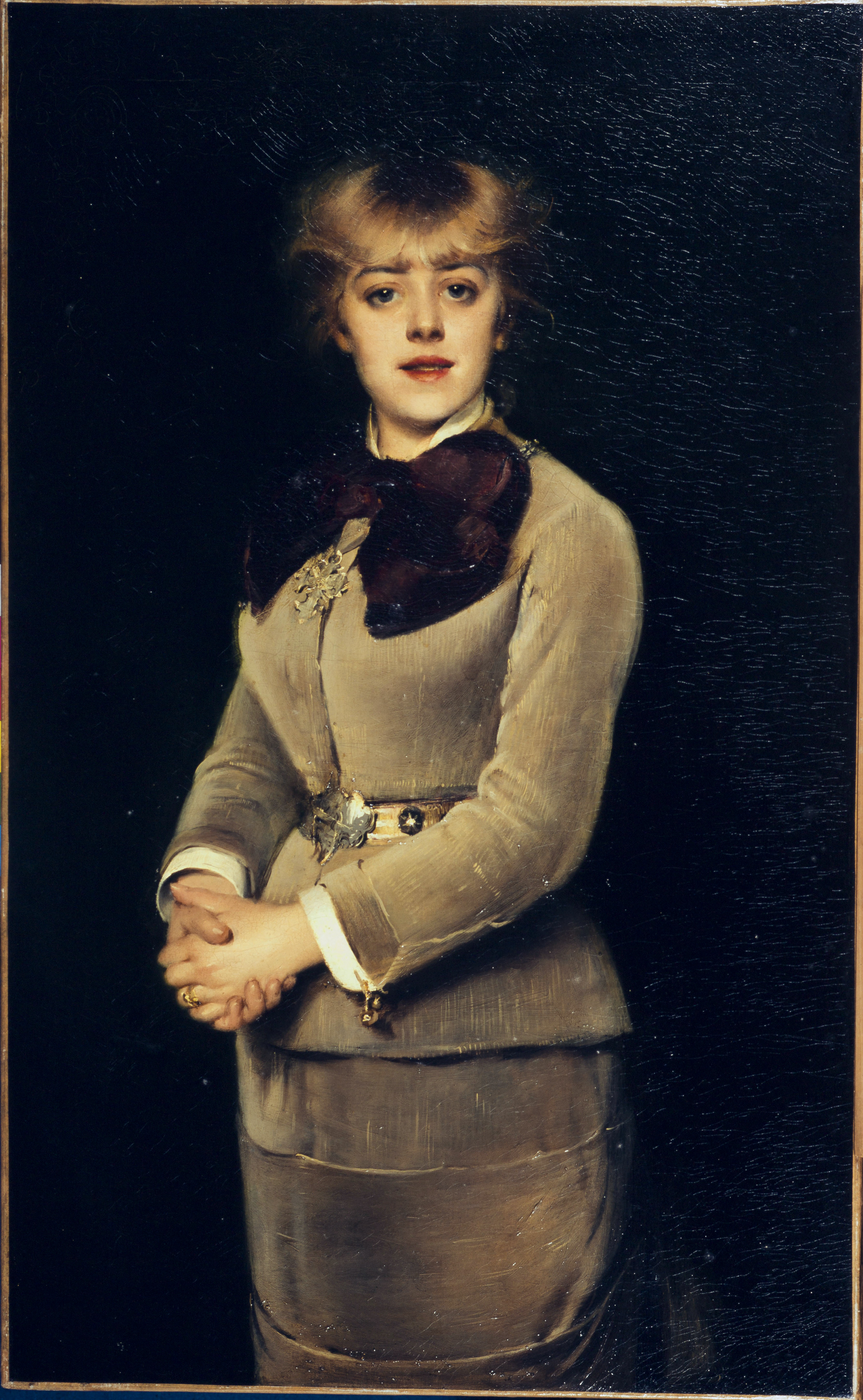
Портрет Жанни Самарі
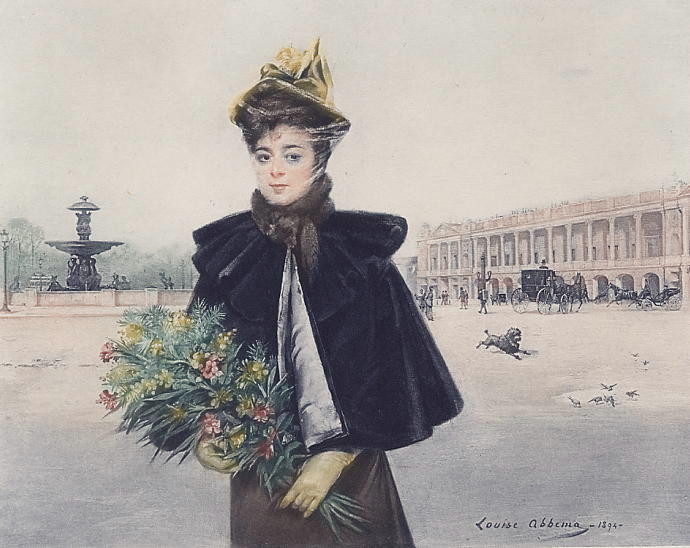
Квітневий ранок, Площа згоди, Париж (1894)
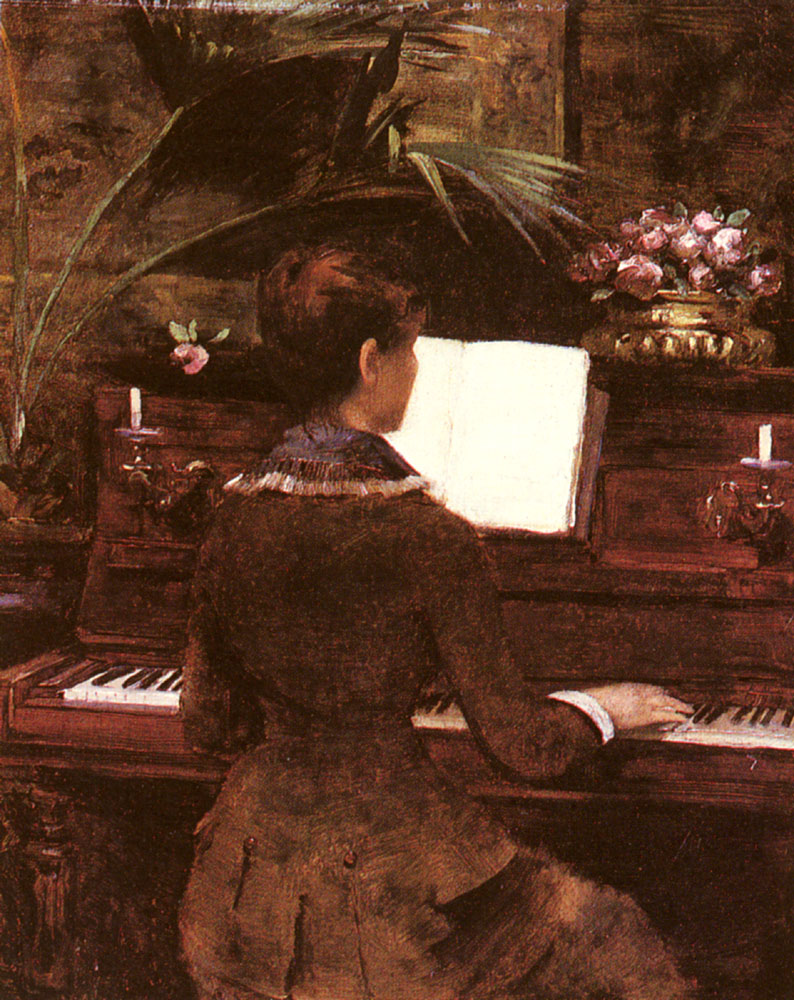
Біля фортепіано (бл. 1880)
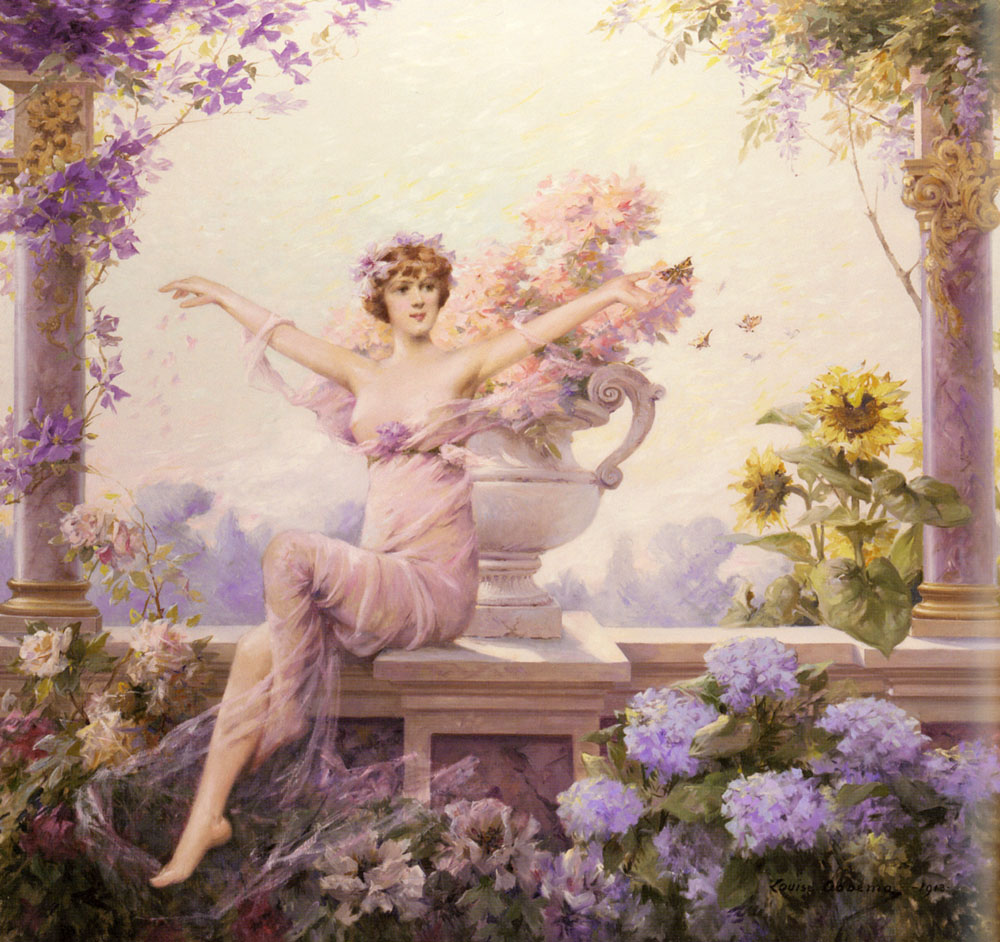
Флора (1913)
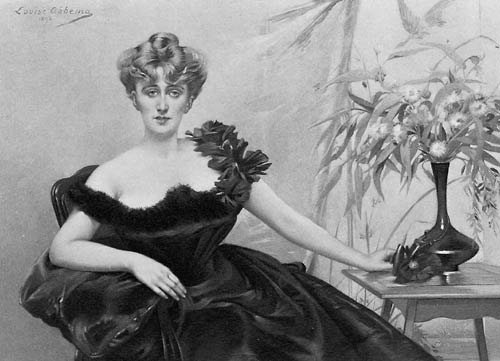
Портрет Мадам Б. (бл. 1900)
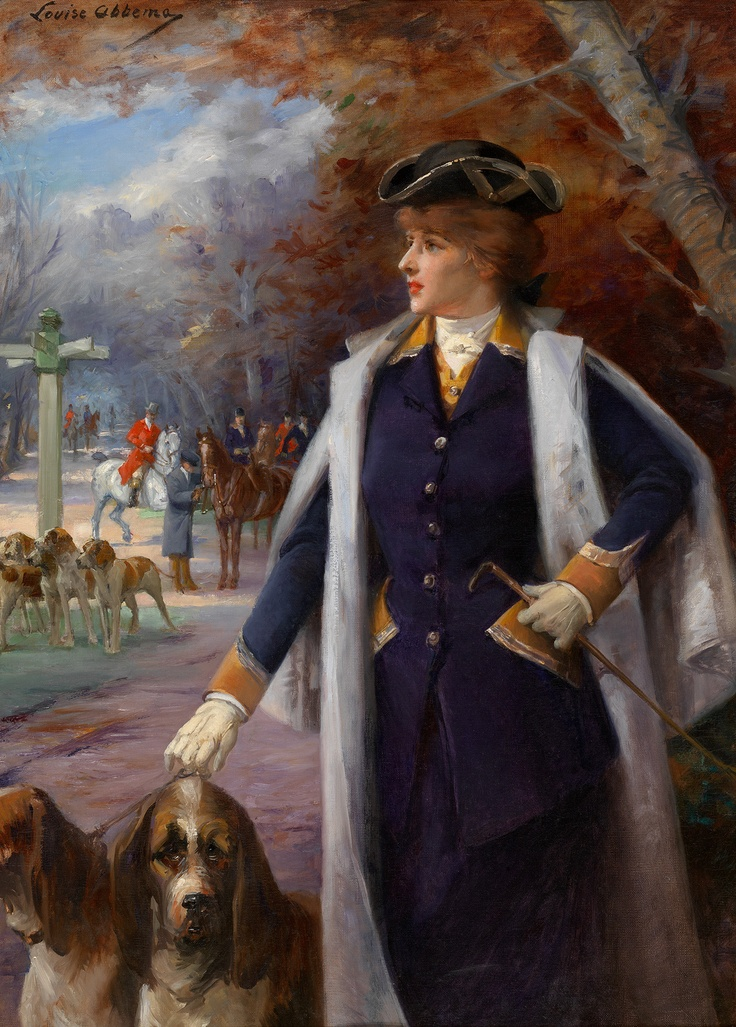
Сара Бернар